# Суспензия
В химията суспензия е хетерогенна дисперсна система, съдържаща неразтворими твърди частици, които са достатъчно големи, за да се утаят, но за известно време присъстват в целия обем на течната матрица. Типичните суспензиите още се наричат груби (или едри) суспензии, като това се определя от размера на суспендираните частици: обикновено те трябва да са по-големи от 1 микрон. По-малките неразтворими суспендирани частици (между 1 нанометър и 1 микрон) образуват колоидни разтвори. Суспензията е по-близо до едната крайност (неразтворимост) на континуума на разтворимостта. Вътрешната неутаена (твърда) фаза се нарича дисперсна фаза и е разпръсната във външната (течна) фаза, наричана дисперсна среда, чрез механичен процес на разбъркване, посредством инертно или слабо активно вещество, използвано като суспендиращ агент. За разлика от колоидите, суспензиите евентуално се утаяват след време. Пример за бързо утаяваща се суспензия е пясък и вода или кал и вода. Суспендираните частици могат да се видят през микроскоп и след известно време се утаяват ако не продължат да се разбъркват. Това, което основно различава суспензията от колоидите е, че частиците, суспендирани в колоидите, са по-малки и не се утаяват след много време.  В този смисъл другата крайност на континуума на разтворимостта е разтвора – частиците напълно се смесват и не се наблюдава твърда фаза, така че се подреждат в общи линии по реда: неразтворимост, утаяване, суспензия, колоид и разтвор.
Суспензия на течна фаза или фини твърди частици в газова фаза се нарича аерозол. В земната атмосфера аерозолите са предимно съставени от прах и сажди, морска сол, фин пустинен пясък, вулканична пепел, нитрати, като и облачни частици. Суспензиите се класифицират на основание на дисперсната (вътрешна) фаза, която е почти винаги твърда, а в някои от изброените горе случаи течна; като дисперсната среда (външна фаза, матрица) е обикновено течна или газова.
| Смес            | Еднородни (хомогенни)                                                   | Нееднородни (хетерогенни)                                                       |
| --------------- | ----------------------------------------------------------------------- | ------------------------------------------------------------------------------- |
| твърдо + твърдо | сплав: месинг стомана чугун                                             | смес от сол и захар смес от захар и сух ориз почва пясък на морския бряг гранит |
| твърдо + течно  | разтвор (ненаситен, наситен): захарен разтвор солена вода (морска вода) | мръсна вода емулсия или колоид (мляко, майонеза)                                |
| твърдо + газ    | няма                                                                    | облак от прах дим (цигарен)                                                     |
| течно + течно   | алкохолни напитки                                                       | смес от олио и вода                                                             |
| течно + газ     | природни води киселинен дъжд (азотен, серен)                            | мъгла пяна                                                                      |
| газ + газ       | въздух (чист)                                                           | няма                                                                            |

## Примери за суспензии
- кал или кална вода, почвените частици, седименти или глина са суспендирани във вода.
- брашнена суспензия във вода, както е показано на снимката горе.
- боя
- кредата (тебешир) разтворена във вода.
- праха във въздуха и по улиците.
- алги във вода
- магнезиева основа (Mg(OH)2) използва се като слабително.